# Malpas, Cheshire
Malpas är en ort och civil parish i Storbritannien.   Den ligger i kommunen Cheshire West and Chester i riksdelen England, i den södra delen av landet, 240 km nordväst om huvudstaden London. Malpas ligger 100 meter över havet och antalet invånare är 1 628.
Terrängen runt Malpas är platt. Runt Malpas är det ganska tätbefolkat, med 75 invånare per kvadratkilometer. Närmaste större samhälle är Wrexham, 15,4 km väster om Malpas. Trakten runt Malpas består i huvudsak av gräsmarker.